# Mladkovské sedlo
Mladkovské sedlo (polsky Przełęcz Międzyleska) je horské sedlo v Kladské kotlině na pomezí České republiky (okres Ústí nad Orlicí) a Polska (okres Kladsko). Leží ve výšce 540 m n. m.

## Poloha a charakteristika
Mladkovské sedlo se nachází v samotném jižním zakončení Kladského výběžku. Kladská kotlina zde prochází branou tvořenou ze západu Orlickými horami a z východu Hanušovickou vrchovinou a Králickým Sněžníkem. Sedlo je široké a ploché, z obou stran pozvolné. Příčně (po hřbetnici) jím prochází česko-polská státní hranice a hlavní evropské rozvodí Severního a Baltského moře. Území jižně od Mladkovského sedla odvodňuje řeka Tichá Orlice (do Labe), severně pak Kladská Nisa (do Odry).

## Komunikace a turistické trasy
Svým charakterem je Mladkovské sedlo předurčeno k významnému dopravnímu využití, v rámci česko-polské mezinárodní dopravy jde o spojení nadregionálního významu.
Hlavním procházejícím silničním tahem je silnice I/43 ze Svitav a Brna, na kterou se napojuje silnice II/312 ze Žamberka a v Polsku navazuje silnice č. 33 do Kladska. Silnice je sledována žlutě značenou turistickou trasou 7371, která přes hranici převádí evropskou dálkovou turistickou trasu E3. Příčně, prakticky po státní hranici, je vedena zeleně značená polská turistická trasa z Králického Sněžníku do Orlických hor. O něco západněji prochází sedlem železniční trať Ústí nad Orlicí – Mezilesí, z níž se ještě u Lichkova odpojuje trať do Králík a Hanušovic. Původně zde stál kolejový triangl umožňující také přímou jízdu vlaků z tehdejšího Mittelwalde směrem na Hanušovice. Zbytky této spojky se v terénu zachovaly dodnes.
Nacistické Německo plánovalo vést Mladkovským sedlem také exteritoriální dálnici Vídeň – Vratislav.

## Stavby
Kromě budovy celnice zasahuje do prostoru sedla roztroušená zástavba obcí Dolní Lipka a Boboszów. Nachází se zde též mohutný suchý poldr na Lipkovském potoce.

## Opevnění
Mladkovské sedlo je místem na severní české a dříve československé hranici, odkud je nejblíže na hranici jižní, tj. rakouskou. V době ohrožení nacistickým Německem panovaly obavy ze severojižního útoku wehrmachtu, který by měl za cíl rozetnutí Československa ve dví a oddělil by tak hlavní obranné síly od zápolí. Z toho důvodu byl právě v prostoru jižně od Mladkovského sedla budován jeden z nejmasívnějších systémů opevnění, jehož objekty se v okolí dochovaly dodnes. Řada z nich je muzejně zpřístupněna a celá oblast je nazývána Králickou pevnostní oblastí.